# وادي تربة
وادي تربة من أكبر أودية شبه الجزيرة العربية، مجراه في منطقة الباحة ومكة المكرمة ومنطقة الرياض، ومنبعه من أعالي جبال الحجاز بالقرب من محافظة بني حسن بتحديد قرية الغره بمركز بيضان و محافظة الباحه بتحديد من بني سار، ويمتد إلى محافضة المندق ثم محافظة تربة ثم الخرمة ثم عرق سبيع ثم محافظة الخاصرة في وسط نجد إلى وادي الرمة. إلا أنه مع تزايد التصحر وقلة الأمطار أضحى لا يتجاوز الكثبان الرملية في عرق سبيع وهناك قول اخر انه يصب في وادي الدواسر و منها الى الربع الخالي وهذا القول الاصح.
يبلغ طوله أكثر من 400 كم ويصل عرضه في بعض المناطق إلى أكثر من 1 كم ومتوسط انحداره 3.4 متر لكل كم مربع، وأهم روافده وادي برحرح و وادي ضرك و اودية بني سار ووادي جدر ووادي ضحيان ووادي الصدر وادي كرا وبيدة بوا الذي يمتد من اعالي ثقيف وحداد وصياده وكذالك وادي شوقب ونشران التي تمتد من اعالي جبال القريع وحداد كذالك وادي ضراء الذي يمتد من اعالي جبال الحدب ميسان  يضم سدين تابعه لمنطقة الباحه اكبرها سد عرده بالقرب من قرية الجبلات ويضم سدان تابعان لمحافظة تربة هما سد وادي تربة في (قرية الغرابة) جنوب غرب تربة البقوم بـ 20 كم، وسد تربة الجوفي جنوب (مركز العلبة) التابع لمحافظة تربة بحوالي 10 كم.
وعلى ضفاف وادي تربة مدينتي تربة والخرمة، والعديد من القرى مثل الحلاه و الغره و مراوه و قرى وادي الصدر و مشنيه و القرنطه و القدحه و ام عَمر و الحطاوره و قرى دوس و قرى بني حرير وقرى بني عدوان و الغريف وشعر والعرقين والعصلة وزلاقة والقويعية واللبط والعلاوة والحايرية والحشرج والغرابة والعلبة والخيالةو الديرة و المدرة و العابسيه و العرقين.